# Santa Maria de Sales de la Cellera
Santa Maria de Sales de la Cellera és una església amb elements barrocs de la Cellera de Ter (Selva) inclosa a l'Inventari del Patrimoni Arquitectònic de Catalunya.

## Descripció
Construcció de grans dimensions situada al centre del nucli urbà i coberta amb doble vessant a laterals. Destaquen del conjunt la nau principal, el campanar, el presbiteri, el porxo i la torre “de les Bruixes”. És un edifici d'una sola nau amb capelles laterals a la part nord i una gran capella annexa a la part sud. La nau està coberta amb una volta apuntada, arrebossada i pintada de blanc, que mostra els arcs faixons de pedra vista fins a la línia de les impostes.
Pel que fa al presbiteri absidiat, està cobert amb una volta de creueria amb cinc nervis. La construcció de la capçalera i la torre “de les Bruixes” data del segle xvii. En les llindes dels accessos a la sagristia i a l'escala de la torre hi ha incrites la data de 1644. La torre, anomenada també “del Mal Temps” o “Comunidor”, té un accés interior d'escala de cargol que a l'exterior conforma una mena d'absidiola. Està cobert a quatre aigües i té quatre finestres emmarcades de pedra sorrenca. Originalment tenia la funció de beneir als quatre vents i “cominar” el mal temps en cas de tempesta.
Als peus de la nau existeix un cor suportat per un arc carpanell i, en una petita sala propera, una mena de museu parroquial amb objectes litúrgics i catequètics conservats.
Al campanar, d'estructura quadrada i cobert a quatre vessants molt aguts, s'hi accedeix per una porta exterior al temple i per unes escales de forma circular decreixent fetes de blocs de còdol poc desbastats. Sobre d'aquesta porta hi ha tres creus de ferro forjat clavades a la paret que, juntament a d'altres repartides pels carrers del centre de la Cellera, conformaven un antic ritual de Via Crucis local. N'hi ha una de gran, amb decoració cargolada, i dues de petites.
L'estructura de la façana és més aviat barroca, senzilla, on destaca el porxo d'accés amb columnes de pedra i coberta de fusta original del segle xviii i restaurat el 1990. Sobre la porta d'entrada, emmarcada de grans blocs de pedra, hi ha una fornícula absidiada amb una imatge escultòrica de la Verge amb el nen feta de pedra de Girona. Sobre la fornícula existeix una rosassa amb un vitrall de Domènec Fita fet el 1976. Les bigues principals de fusta que sostenen el petit teulat de dues aigües del porxo estan decorades amb forma de serp, les dues laterals, i amb forma de cap masculí la central. La biga que uneix les dues columnes de pedra del porxo porta les dates de 1797 i 1990 gravades. La part superior de la façana té una cornisa senzilla, culminada amb rajola, amb una part central convexa a mode de frontó.

## Història
Les primeres notícies daten del segle IX (833-860), en relació al rei franc Carles el Calb i al monestir de Sant Medir (Sant Gregori, Gironès). Al 1080 ja està documentada com a Parròquia, que incloïa, fins al segle XVIII-XIX, el terme i el castell d'Anglès. L'església de la Cellera és l'edifici històric més rellevant, ja que és l'origen de l'agrupació del nucli urbà com a sagrera o cellera medievals.
Les restes més antigues de l'església són de l'edifici del segle xii. En resta un pany de paret, la base del campanar i una finestra d'espitllera a la banda meridional, on actualment hi ha la capella de la Immaculada. L'edifici romànic sembla que sofrí alguns desperfectes durant els terratrèmols de 1427. Entre els elements destacables de l'interior de l'església cal esmentar el sepulcre funerari de 1348 i la làpida commemorativa de Galzeran Olmera (1597).
La Fisonomia del temple actual té l'origen en les reformes del segle xvii (1627-1645). Llavors es va allargar l'edifici a ponent amb l'actual absis i la torre "de les bruixes" o "del Mal Temps" es va canviar l'orientació de l'església i es va reformar el campanar i la façana. Fou durant aquesta època (1620-1627) que es produí la momentània "independéncia" parroquial de la Doma d'Anglès, encara que el tribunal competent de la Roma va fallar a favor del recurs d'apel·lació interposat pel rector de la Cellera i un canonge Gironí i Anglès deixà de tenir parròquia pròpia. Així ho recorda una làpida rectangular situada a la façana sud del temple: EN LO ANY DE 1627 ESTA IS / GLESIA DE N(ost)RA S(eny) ORA DE SA / LAS FONCH TORNADA SENYA / LAR P(er) SOLAR PARROCHIAL DE / LA VILA I SELLERA D'ANGLES / P(er) LO SUMO PONTIFICE UR / BANO OCTAU ESENT SACRIS / TA LO DOCHTOR MIQUEL".
No fou fins a l'any 1788 que la Cellera va aconseguir la independència civil a canvi de renunciar als seus drets parroquials sobre Anglès. Llavors, i legalment des de 1859, Anglès i la Cellera foren pobles i ajuntaments independents. (Veure la fitxa referent a l'església de Sant Miquel d'Anglès, La Selva)
El porxo es va construir a finals del segle xviii. Durant el segle xix (1855) es va construir la capella de la Immaculada, al sector sud, a tocar del campanar.
Fins a la Guerra Civil existí un retaule barroc, obra de l'escultor gironí Antoni Barnoya i dels dauradors Ambrosi Colobran i Pau Figueres, construït entre 1688 i 1757. Aquest mateix escultor també va exacutar el retaule, conservat en part, de Santa Maria del Coll (Osor). A més del retaule barroc, durant la Guerra Civil es va destruir una imatge romànica de la Verge. Després de la guerra es va reconstuir el retaile principal amb una obra neogòtica de J.M. Bohigas, el 1955.
Sota la parròquia de Santa Maria de Sales s'inclouen actualment les sufragànies següents: Sant Just i Pastor del Pasteral, Santa Margarida de Puigpardina, Mare de Déu del Carme, Oriol de Sant Pelegrí i Oratori de Sant Benet de Palerm.